# Karl Asal
Karl Albert Asal (* 17. Juli 1859 in Durlach; † 8. November 1929 in Karlsruhe) war ein seit 1886 im badischen Staatsdienst stehender Jurist.

## Leben
Karl Albert Asal wurde geboren als Sohn des Karl Ludwig Asal, Bezirksoberförster in Durlach und Pauline geborene Krauth aus Heiligenberg. Nach der Volksschule in Wolfach und Villingen im Schwarzwald besuchte Asal die Höhere Bürgerschule in Villingen und das Gymnasium in Weinheim, wo er 1878 das Abitur ablegte. Ab dem Wintersemester 1878/79 studierte er Rechtswissenschaften an der Universität Würzburg, im Wintersemester 1879/80 an der Universität Leipzig, im Sommersemester 1880 an der Universität Berlin, im Wintersemester 1880/81 an der Universität Leipzig und danach an der Universität Heidelberg, wo er 1882 sein Studium abschloss. 1883 war er Rechtspraktikant und Volontär beim Amtsgericht Weinheim und 1884 zweiter Aktuar  beim Bezirksamt Achern.  Nach verschiedenen Praktikantenstellen wurde er 1886 Dienstverweser beim Bezirksamt Weinheim und beim Bezirksamt Eppingen.
Er war ab dem 23. August 1886 zweiter Beamter beim Bezirksamt Offenburg und ging dann zum Bezirksamt Waldshut, wo er ab dem 8. Januar 1887 als Gehilfe arbeitete. Am 25. April 1887 war er Dienstverweser beim Bezirksamt St. Blasien, wo er am 18. Juni 1888 beim Bezirksamt Säckingen weitermachte. Am 3. April 1889 wurde er als Dienstverweser beim Bezirksamt Bonndorf und ging am 3. April 1890 zurück zum Bezirksamt St. Blasien, wo er seinen Beruf als Dienstverweser fortsetzte.
Am 1. Oktober 1890 wurde Karl Asal Amtmann beim Bezirksamt Bruchsal, wo er dann am 6. Juni 1892 beim Bezirksamt Tauberbischofsheim die Stelle übernahm. Ab dem 11. Juni 1894 wurde er Oberamtmann und Amtsvorstand beim Bezirksamt Adelsheim und wechselte seinen Standort am 14. Juni 1899 beim Bezirksamt Ettenheim und am 17. Juli 1902 beim Bezirksamt Ettlingen.
Karl Asal wurde am 27. Juli 1906 Geheimer Regierungsrat und wurde am 15. November 1909 als Amtsvorstand beim Bezirksamt Schwetzingen tätig. Er wurde am 20. November 1918 aus gesundheitlichen Gründen beurlaubt, ist aber ab dem 16. April 1919 als Kollegialmitglied des Verwaltungshofes in Karlsruhe tätig gewesen und wurde am 1. April 1920 Oberregierungsrat und Stellvertreter des Präsidenten des Verwaltungshofes in Karlsruhe. Am 31. Juli 1924 wurde Karl Asal in den Ruhestand versetzt.
Karl Albert Asal heiratete 1888 Klara Hildenbrand. Aus der Ehe gingen vier Kinder hervor, darunter Karl Asal jun.

## Auszeichnungen
- Ritterkreuz I. Klasse des Ordens von Zähringer Löwen im Jahre 1902
- Badische Jubiläumsmedaille im Jahre 1902
- Preußischer Kronen-Orden III. Klasse im Jahre 1909
- Badische Friedrich-Luisen-Medaille im Jahre 1910
- Ritterkreuz I. Klasse des Ordens vom Zähringer Löwen mit Eichenlaub im Jahre 1912
- Badisches Kriegsverdienstkreuz im Jahre 1916
- Verdienstkreuz für Kriegshilfe im Jahre 1917
- Rote-Kreuz-Medaille im Jahre 1917

## Werke
- Das Badische Forstrecht, enthaltend die auf das Forstwesen des Großherzogtums Baden bezüglichen Gesetze, Karlsruhe/Tauberbischofsheim 1898
- Die Badische Volksschul-Gesetzgebung, zusammengestellt von K. A. Kopp, neu bearbeitet von Dr. K. Asal, Karlsruhe 1908 (5. Auflage)